# Toros II. Kilikijski
Toros II. (armensko Թորոս Բ, latinizirano: Toros II), znan tudi kot Toros Veliki, je bil od leta 1144/1145 do leta 1169 šesti gospod Armenske Kilikije iz dinastije Rubenidov, * ni znano, † 6. februar 1169.
Torosa je skupaj z očetom Leonom I. in bratom Rubenom leta 1137 ugrabil bizantinski cesar Ivan II. Komnen med svojim pohodom proti Kilikiji in Antiohijski kneževini. Kilikija je pod bizantinsko oblastjo ostala osem let.
Ko se je Toros vrnil v Kilikijo, je tam našel številne grške vojaške posadke.

## Opis
"Toros je bil visoke postave in močnega uma: njegovo sočutje je bilo vsesplošno; kakor sončna svetloba je sijalo s svojimi dobrimi deli in cvetelo zaradi svoje vere; bil je ščit resnice in krona pravičnosti; dobro je poznal Sveto pismo in posvetne znanosti. Pravijo, da je imel tako globoko razumevanje, da je znal razložiti težke izraze prerokov – njegove razlage še vedno obstajajo."
— Vahram Edeški: Rimana kronika Male Armenije

## Zgodnje življenje
Toros je bil drugi sin Leona I., gospoda Armenske Kilikije. 
Leta 1136 je Baldvin Maraški aretiral Torosovega očeta Leona I. in ga po dveh mesecih pripora pod zelo strogimi pogoji osvobodil. Leon se je zatekel v gorovje Taurus in se poskušal upreti Bizantincem, a je na koncu ugotovil, da je stanje brezupno, in se je predal osvajalcu.
Leona I., Torosa in najmlajšega sina Rubena so Bizantinci odpeljali v Konstantinopel, kjer je Leon I. leta 1141 v zaporu umrl. Rubena so Grki oslepili in nato umorili.

## Gospod Armenske Kilikije

### Osvoboditev Armenske Kilikije
"Leon je umrl in bil povzdignjen v Kristusa. Cesar se je nato usmilil Torosa, ga odpeljal iz zapora in ga sprejel v cesarsko stražo. Ker je bil zdaj v cesarski palači in vojak med vojaki, se je zelo kmalu odlikoval in celo cesar ga je gledal z dobrohotnostjo. Pred koncem leta [1141] je cesar zapustil Konstantinopel z veliko vojsko in šel pomagat antioškemu knezu, ki so ga Turki močno pritiskali. Ko je bil na lovu v dolini Anazarbus, ga je ranila ena od njegovih zastrupljenih puščic in je na mestu padel mrtev; tako ga je doletela zaslužena usoda (...) Grška vojska se je vrnila, Toros pa je ostal v državi, vendar  o izročila o tem dejstvu različna. Nekateri pravijo, da se je Toros umaknil povsem sam, odplul po morju iz Antiohije v Kilikijo in zavzel svoja ozemlja, pri čemer je najprej našel načine, da osvoji mesto Amuda, nato pa vse druge kraje. Toda cesarjevi privrženci so rekli, da je Toros v času, ko so Grki bivali v državi, živel z gospo, ki mu je dala veliko vsoto denarja. S temi zakladi je pobegnil v gore in se duhovniku razkril kot sin Leona, pravega kralja države. Duhovnik je bil te novice izjemno vesel in Toros se je skril pod pastirsko preobleko. V tem delu države je bilo veliko Armencev, ki so, ker so z njimi Grki barbarsko ravnali, vzdihovali za svojimi nekdanjimi gospodarji. Tem možem je, kot pravijo, duhovnik sporočil veselo novico. Takoj so se zbrali in imenovali Torosa za svojega barona. V posest je dobil Vahko in kasneje še številne druge kraje. Naj bo tako ali tako, Bog je zagotovo določil, da ta mož, ki je bil odpeljan kot ujetnik, postane poglavar dežele svojih prednikov, da bo vzel oblast iz rok Grkov in uničil njihove vojske."
— Vahram Edeški: Rimana kronika Male Armenije

### Prvi bizantinski napad na Armenijo
"Istega leta [1151] je Leonov sin Toros Rimljanom [Bizantincem] odvzel Mamistro in Tel Hamdun ter ujel vojvodo Tomaža. Vojvoda Andronik, ki je bil po ukazu rimskega [bizantinskega] cesarja zadolžen za zaščito kilikijske dežele, je prišel proti Torosu v mesto Mamistra z 12.000 konjeniki. In se je hvalil in Torosu zavpil: "Glej železne verige tvojega očeta. Z njimi te bom odpeljal v Konstantinopel, kakor tvojega očeta". Ko je pogumni Toros to slišal, ni mogel prenesti žalitve. Namesto tega je zaupal v Boga, zbral svoje sile, ponoči prebil obzidje Mamistre in napadel [bizantinske čete] kot lev ter jih pobil z mečem. Med tistimi, ki so umrli v veliki bitki pred mestnimi vrati, je bil Smpad, gospod Barbarona. Med ujetimi so bili gospod Lambrona Ošin, gospod Parceperta Vasil in gospod Prakana Tigran. [Vsi so bili] na strani cesarja. [Torosove] čete so zasegle in oropale šibke rimske sile ter jih nato izpustile."
— Smbat Sparapet: Kronika

### Vojne s Seldžuki in Antiohijo
"Leta 603 [1154] je bizantinski cesar Manuel znova poskušal razvneti Masuda in mu poslal dvakrat toliko zaklada kot prej, rekoč: "Ugasni gorečnost mojega srca do armenskega ljudstva, uniči njihove trdnjave in jih iztrebi". Sultan je torej prišel v Anazarbus z veliko vojsko, vendar mu ni uspelo ničesar doseči. Poslal je enega od svojih velikašev, po imenu Jakub, da opustoši ozemlje Antiohije. Ko so prečkali vrata, so se bratje [vitezi templjarji], kot da bi jih poslal Bog, zgrozili na tistem mestu in jih vse pobili, vključno z njihovim poglavarjem. Ko so tisti v sultanovi vojski slišali za to, so se zgrozili. To še ni bilo vse, saj jih je doletela božja jeza. Njihovi konji so poginili zaradi tapaksa [driske] in sami so se obrnili v beg, brat ni čakal, da bi pomagal bratu, niti tovariš tovarišu. Mnogim konjem so podrezali žile in peš bežali skozi težka, močvirnata mesta, kot da bi preganjali sami sebe. Takrat namreč Toros ni bil v svoji deželi. Namesto tega je odšel v Cec. Ko se je vrnil in videl, kaj se je zgodilo, so se vsi zahvalili Bogu, ker so bili [nasprotniki] poraženi brez uporabe orožja in brez fizičnega boja."
—Smbat Sparapet: Kronika
Drugo mnenje pravi, da se je bil Raynald po bitki prisiljen ponižno vrniti se domov. Kasneje je Toros prostovoljno predal bratom templjarjem zadevne trdnjave, vitezi pa so nato prisegli, da bodo "pomagali Armencem vsakič, ko bodo potrebovali pomoč".
Armenci so napadli še nekaj preostalih bizantinskih trdnjav v Kilikiji.

### Plenitev Cipra
"Leta 606 [1157] se je Torosov brat Štefan, Leonov sin, zaradi svoje hudobne narave in brez vednosti svojega brata Torosa, dvignil s svojo brigado vojakov in začel uspešno ponovno zavzemati [določena] okrožja. Zavzel je Kokison in Berdus. Sultan Kilič Arslan in Toros sta bila v prijateljskih odnosih in Štefan je, kot smo rekli, zavzel ta [območja] brez Torosovega soglasja. Zaradi teh nemirov je Kilič Arslan prišel v okrožje Kokison in pomiril vse, nikakor pa ni krivil prebivalcev. Nato je odšel v Berdus, medtem ko je Toros iz naklonjenosti do sultana prelisičil svojega brata in mu proti Štefanovi volji predal Berdus. Sultan je nato zaradi svoje naklonjenosti do Torosa prebivalce trdnjave osvobodil nepoškodovane. Nato je Štefan poskušal ukrasti Maras [zdaj Kahramanmaraş v Turčiji], vendar mu ni uspelo. (…) Zgodilo se je, da je sultan Kilič Arslan gojil pristno naklonjenost do Torosa. Poslal je odposlanca v Jeruzalem in Antiohijo k Torosu ter to prijateljstvo ponovno utrdil s prisego."
— Smbat Sparapet: Kronika

## Zadnja leta
"Njegov brat Mleh je bil zloben in izdajalski mož in je načrtoval umor svojega brata Torosa. Nekega dne, ko so šli lovit jelene, je Mleh zbral nekaj drugih z istimi nagnjenji in hotel [nekje] med Mamistro in Adano ubiti svojega brata. Toda Toros je bil vnaprej opozorjen. Besno je zgrabil Mleha in ga pred vojaki in knezi zasliševal o tem, kaj upa doseči. V njihovi prisotnosti so Mleha grajali in ga je bilo sram. Nato je [Mleh] dal [Torosu] velik del svoje oblasti, konje, mule, orožje in zaklade. In odstranili so ga iz njegovega okrožja. Tako ni prejel ničesar v zameno za svojo hudobijo. Zato je [Mleh] vstal in šel k Nur ad-Dinu, gospodarju Alepa, in stopil v njegovo službo."
—Smbat Sparapet: Kronika
Toros je po abdikaciji postal menih. Umrl je leta 1169. Pokopan je bil v samostanu Drazark.  

## Družina
Okoli leta 1149 se je poročil z neimenovano hčerko Simona Rabanskega ali, po podatkih v drugih virih, s hčerko grofa Joscelina II. Edeškega.  S prvo ženo je imel hčerki 
- Rito (1150 – po 1168/1169), poročeno s Hetumom III. Lambronskim, in
- Ireno, poročeno z Izakom Komnenom Ciprskim.

Okoli leta 1164 se je poročil z neimenovano hčerko kasnejšega regenta Tomaža. Z njo je imel sina 
- Rubena II. Kilikijskega (okoli 1164 – Hromgla, 1170).